# Pojistná smlouva

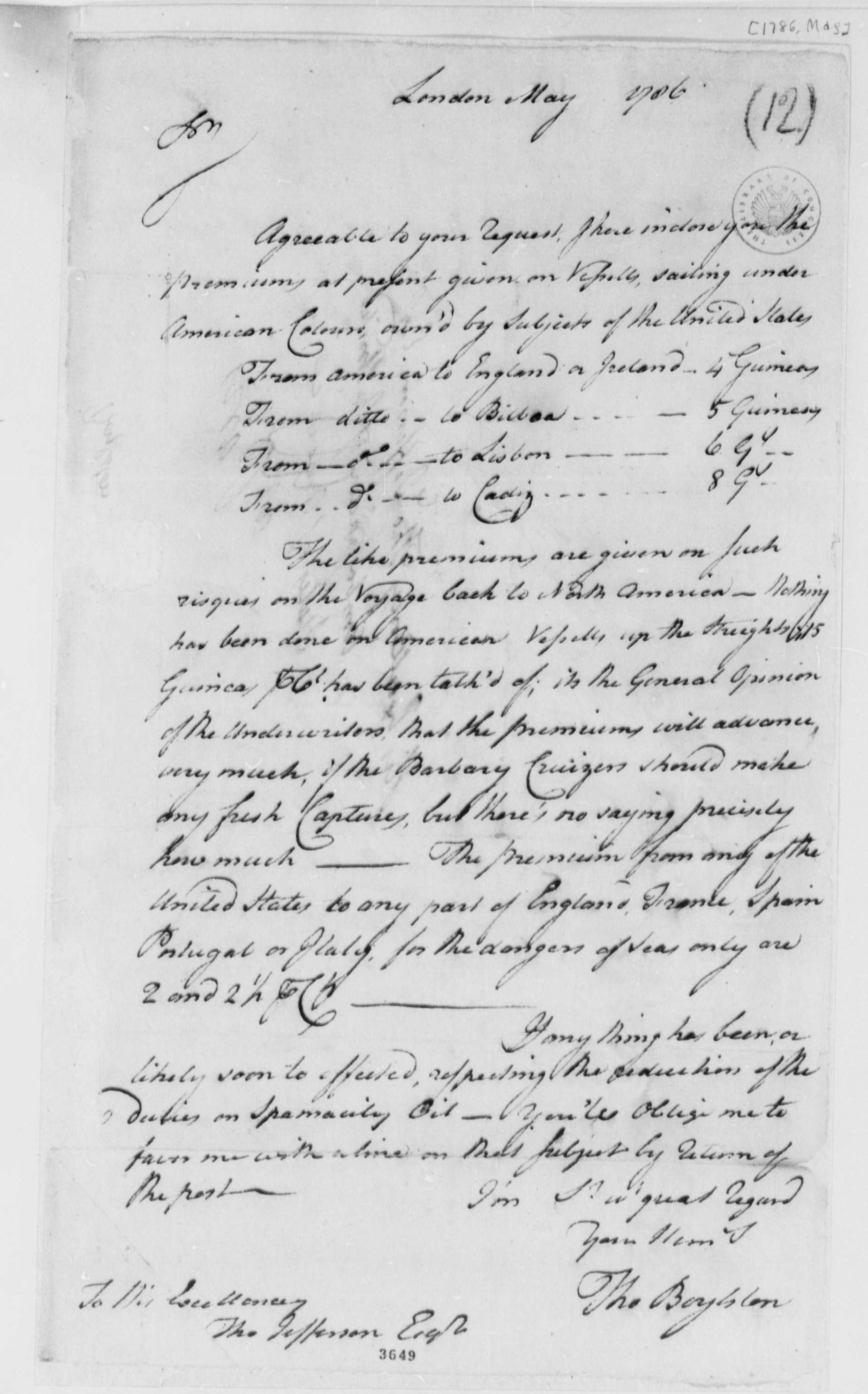
Ukázka pojistné smlouvy z roku 1786

Pojistná smlouva je smlouvou o finančních službách, ve které se pojistitel zavazuje v případě vzniku pojistné události poskytnout pojistníkovi nebo třetí osobě ve sjednaném rozsahu pojistné plnění a pojistník se zavazuje platit pojistiteli pojistné.

## Obsah pojistné smlouvy
Pojistná smlouva je právní dokument, na základě kterého vzniká smluvní vztah a má především blíže specifikovat:
- Smluvní strany – pojistitele /pojišťovnu/ a pojistníka /plátce pojistného/
- Druh pojištění – životní, majetkové, odpovědnostní atd.
- Pojištěného či oprávněnou osobu – v čí prospěch se pojištění uzavírá
- Rozsah pojištění – co je pojištěno a na jaká rizika
- Výši pojistné částky – na jakou hodnotu se pojištění sjednává.
- Výši pojistného a jeho splatnost
- Počátek a konec pojištění – pojistnou dobu

Pojistná smlouva, Všeobecné pojistné podmínky a případná Smluvní ujednání musí být v souladu s vyšší právní normou, kterou je Zákon o pojišťovnictví a Občanský zákoník.

## Právní úprava
Pojistná smlouva je upravena zejména občanským zákoníkem (§ 2758 – § 2872). Některé vztahy účastníků pojištění pak upravují také zvláštní předpisy, jako je např. zákon č. 168/1999 Sb., o pojištění odpovědnosti z provozu vozidla.
Pojistné vztahy účastníků pojištění uzavřeného mezi 1. 1. 2005 – 31. 12. 2013 se řídí zákonem o pojistné smlouvě. Pojistné vztahy účastníků pojištění uzavřeného před 1. 1. 2005 se řídí ustanoveními části osmé hlavy patnácté starého občanského zákoníku (§ 788–828).

## Forma smlouvy
Pojistná smlouva musí mít písemnou formu, s výjimkou případů, kdy zakládá pojištění s pojistnou dobou kratší než 1 rok (krátkodobé pojištění).

## Pojistka
Jako potvrzení o uzavření smlouvy vydá pojistitel pojistníkovi pojistku. Byla-li smlouva uzavřena v písemné formě, uvede pojistitel v pojistce alespoň:
- číslo smlouvy,
- určení pojistitele a pojistníka,
- určení oprávněné osoby nebo způsobu, jakým bude určena,
- pojistnou událost a pojistné nebezpečí,
- výši pojistného, jeho splatnost a údaj, zda se jedná o pojištění běžné či jednorázové,
- pojistnou dobu.

Nebyla-li smlouva uzavřena písemně, obsahuje pojistka dále ještě:
- případná odchylná ujednání od pojistných podmínek,
- bylo-li při pojištění osob ujednáno, že se oprávněná osoba bude podílet na výnosech pojistitele, pak i způsob výše určení podílu.

## Pojistné podmínky
Pojistné podmínky vymezí zpravidla podrobnosti o vzniku, trvání a zániku pojištění, pojistnou událost, výluky z pojištění a způsob určení rozsahu pojistného plnění a jeho splatnost.

## Vznik pojistné smlouvy
K uzavření pojistné smlouvy je třeba, aby nabídka byla přijat ve lhůtě, kterou navrhovatel určil, a neurčil-li ji, do 1 měsíce ode dne, kdy osoba, které byl návrh určen, tento závazek obdržela (je-li podmínkou uzavření pojistné smlouvy lékařská prohlídka, pak tato lhůta činí 2 měsíce). Nabídku pojistitele může pojistník přijmout i včasným zaplacením pojistného ve výši uvedené v nabídce.

## Základní práva a povinnosti účastníků
Pojistitel má:
- povinnost poskytnout ve sjednaném rozsahu plnění, a to do 15 dnů po skončení likvidace pojistné události, není-li splatnost pojistného plnění sjednána jinak;[6]
- povinnost vydat pojistníkovi pojistku (v případě její ztráty i druhopis pojistky);[7]
- sdělit pojistníkovi na jeho žádost zásady pro stanovení výše pojistného;[8]
- právo v zákonem přípustných případech[9] upravit výši běžného pojistného na další pojistné období a současně povinnost toto sdělit pojistníkovi nejpozději 2 měsíce před splatností;
- právo započíst dlužné částky pojistného proti pojistnému plnění;[10]
- povinnost přijmout pojistné i od pojistníkova zástavního věřitele, od oprávněné osoby nebo od pojištěného;[11]
- povinnost při jednání o uzavření smlouvy odpovědět zájemci o pojištění nebo při jednání o změně smlouvy odpovědět pojistníkovi na písemné dotazy týkající se pojištění pravdivě a úplně;[12]
- upozornit zájemce o pojištění na nesrovnalost mezi nabízeným pojištěním a zájemcovými požadavky, musí-li si jí být pojistitel při uzavírání smlouvy vědom;[12]
- povinnost v průběhu pojistné doby úměrně snížit pojistné, jestliže se riziko podstatně sníží (neplatí ve většině pojištění osob);[13]
- právo navrhnout novou výši pojistného či vypovědět smlouvu, jestliže se pojistné riziko zvýší a pojistitel prokáže, že by smlouvu uzavřel za jiných podmínek nebo že by ji neuzavřel, pokud by zvýšené riziko existovalo již při uzavírání smlouvy, a to do jednoho měsíce od oznámení změny rizika (neplatí ve většině pojištění osob);[14]
- povinnost zahájit likvidaci bez zbytečného odkladu po oznámení události;[15]
- povinnost ukončit likvidaci do 3 měsíců od nahlášení nebo sdělit důvody, pro které nelze likvidaci ukončit, a poskytnout přiměřenou zálohu (neplatí v případě zdržení z viny protistrany).[6]

Pojistník má:
- povinnost platit pojistné;
- právo na pojistné plnění pouze pokud má k jeho přijetí souhlas od pojištěného;[16]
- při jednání o pojištění nebo při jednání o změně smlouvy zodpovědět pravdivě a úplně písemné dotazy pojistitele na skutečnosti, které mají význam pro pojistitelovo rozhodnutí, jak ohodnotí pojistné riziko, zda je pojistí a za jakých podmínek;[17]
- povinnost bez pojistitelova souhlasu nečinit nic, co zvyšuje pojistné nebezpečí, ani to třetí osobě dovolit; zjistí-li až dodatečně, že se tohoto dopustil nebo že se pojistné nebezpečí zvýšilo nezávisle na jeho vůli, bez zbytečného odkladu to oznámit pojistiteli;[18]
- vznikne-li vícenásobné pojištění, oznámit to bez zbytečného odkladu každému pojistiteli a v oznámení uvést další pojistitele a pojistné částky nebo limity pojistného plnění ujednané v ostatních smlouvách;[19]
- povinnost bez zbytečného odkladu pojistiteli oznámit pojistnou událost, podat mu pravdivé vysvětlení o vzniku a rozsahu následků takové události, o právech třetích osob a o jakémkoliv vícenásobném pojištění, předložit pojistiteli potřebné doklady a postupovat způsobem ujednaným ve smlouvě;[20]
- povinnost bez zbytečného odkladu pojistiteli oznámit zvýšení pojistného rizika.[18]

## Následky porušení povinností
Poruší-li pojistník nebo pojištěný některou z povinností, následkem čehož bylo stanoveno nižší pojistné nebo porušení povinností mělo podstatný vliv na vznik, průběh nebo rozsah pojistné události, může pojistitel úměrně snížit pojistné plnění.
Pojistitel může odmítnout plnění ze smlouvy, byla-li příčinou pojistné události skutečnost, o které se dozvěděl až po vzniku pojistné události, kterou při sjednávání pojištění nebo jeho změny nemohl zjistit v důsledku zaviněného porušení povinnosti k pravdivým sdělením a pokud by při znalosti této skutečnosti při uzavírání smlouvy tuto smlouvu neuzavřel nebo pokud by ji uzavřel za jiných podmínek.

## Zánik pojištění
1. Uplynutím pojistné doby – Obvykle bývá sjednávána tzv. automatická prolongace – pojištění se automaticky prodlužuje o stejnou dobu, pokud některá ze stran smlouvy 6 týdnů před uplynutím pojistné doby nesdělí druhé straně, že na dalším trvání nemá zájem.[23]
2. Nezaplacením pojistného – Pojištění končí po marném uplynutí lhůty stanovené pojistitelem v zaslané upomínce (nejméně 1 měsíc).[24]
3. Vzájemnou dohodou
4. Výpovědí – Pojištění může vypovědět pojistník i pojistitel ke konci pojistného období a to 6 týdnů předem (pojistitel takto nemůže vypovědět životní pojištění), nebo do 2 měsíců od uzavření pojistné smlouvy, anebo do 3 měsíců od oznámení vzniku pojistné události (pojistitel takto nemůže vypovědět životní pojištění).[25] Pojistitel může smlouvu vypovědět v průběhu pojistné doby také při zvýšení pojistného rizika (viz výše – práva a povinnosti pojistitele). Pojistník může smlouvu vypovědět při převodu pojistného kmene na jiného pojistitele.[26]
5. Odstoupením – Pojistník i pojistitel mohou od smlouvy odstoupit, jestliže při sjednávání pojistné smlouvy byly písemné dotazy zodpovězeny druhou stranou nepravdivě nebo neúplně.[27] Pojistník může odstoupit do 14 dnů (do 30 dnů u životního pojištění) od pojistné smlouvy uzavřené na dálku, např. po internetu nebo telefonu (neplatí pro cestovní pojištění kratší než 1 měsíc).[28]
6. Zánikem pojistného zájmu, zánikem pojistného nebezpečí, smrtí pojištěné osoby, zánikem pojištěné právnické osoby bez právního nástupce, odmítnutím pojistného plnění.[29]

## Vymezení použitých pojmů
- nahodilá událost – skutečnost, která je možná a u které není jisté, zda nebo kdy v době trvání pojištění nastane
- pojistná událost – nahodilá událost blíže označená v pojistné smlouvě, se kterou je spojen vznik pojistitele poskytnou
- pojistné plnění – částka, která je vyplacena v případě pojistné události
- pojistná doba – doba, na kterou bylo pojištění sjednáno
- pojistitel – právnická osoba, která je oprávněna provozovat pojišťovací činnost (pojišťovna)
- pojistník – osoba, která s pojistitelem uzavřela pojistnou smlouvu
- pojištěný – osoba, na jejíž život, zdraví, majetek, odpovědnost nebo jiné hodnoty se pojištění vztahuje
- oprávněná osoba – osoba, které v důsledku pojistné události vznikne právo na pojistné plnění
- pojistné nebezpečí – možná příčina vzniku pojistné události
- pojistné riziko – míra pravděpodobnosti vzniku pojistné události vyvolané pojistným nebezpečím
- pojistné – úplata za pojištění
- běžné pojistné – pojistné stanovené za časové období dohodnuté v pojistné smlouvě (pojistné období)
- jednorázové pojistné – pojistné stanovené na celou dobu,na které bylo pojištění sjednáno
- likvidace pojistné události – šetření pojistitele nutné k zjištění rozsahu plnit